# Rasztowce
Rasztowce – wieś na Ukrainie w rejonie czortkowskim należącym do obwodu tarnopolskiego.
W skład Rasztowiec wchodzą dawne wsie Dubkowce (Дубківці) i Ścianka (Стінка).
Do 2020 w rejonie husiatyńskim. 